# Estación Arakawa-Kuyakushomae
La estación Arakawa-kuyakushomae (荒川区役所前停留場 Arakawa-kuyakushomae-teiryūjō?) de la línea Toden Arakawa, pertenece al único sistema de tranvías de la empresa estatal Toei, y está ubicada en el barrio especial de Arakawa, en la prefectura de Tokio, Japón.

## Otros servicios
- Toei Bus
  - Calle Meiji (hacia el oeste)
    - Línea 47: hacía la estación Minami-Senju (vía estación Minowa y Facultad de ingeniería aeronáutica de Tokio), solo los días de semana.
    - Línea 22: hacía la estación Kameido
    - Línea 63: Hacía la estación Asakusa
    - Línea 64: Hacía la estación Asakusa

  - Calle Meiji (hacia el este)
    - Línea 47: hacía la estación Nippori (vía estación Mikawashima)
    - Línea 22: hacía la estación Nippori (vía estación Mikawashima)
    - Línea 63: Hacía la estación Ikebukuro (vía estación Nishi-Nippori)
    - Línea 64: Hacía la estación Ikebukuro (vía estaciones Shin-Mikawashima, Ōji y Nishi-Sugamo)
- Autobús Sakura de Arakawa
  - Al centro deportivo municipal

## Sitios de interés
- Oficina distrital de Arakawa
- Complejo cultural Sunpearl Arakawa (サンパール荒川 Sanpāru arakawa?)
- Sucursal de correos de Arakawa
- Comisaría de Arakawa
- Bomberos de Arakawa
- Escuela primaría municipal
- Iglesia Mikawashima
- Segundo grupo de Escultismo de Arakawa
- Grupo 108 de Escultismo femenino de Tokio
- Primera escuela secundaría municipal